# Бешан
Бешан (фр. Béchamps) насеље је и општина у североисточној Француској у региону Лорена, у департману Мерт и Мозел која припада префектури Брије.
По подацима из 2011. године у општини је живело 87 становника, а густина насељености је износила 9,38 становника/km². Општина се простире на површини од 9,28 km². Налази се на средњој надморској висини од 225 метара (максималној 272 m, а минималној 203 m).

## Демографија
| 1962. | 1968. | 1975. | 1982. | 1990. | 1999. | 2011. |
| ----- | ----- | ----- | ----- | ----- | ----- | ----- |
| 79    | 104   | 93    | 80    | 83    | 79    | 87    |

График промене броја становника у току последњих година